# Challenger de Tigre 2025
El torneo Challenger de Tigre 2025, denominado por razones de patrocinio Buenos Aires Nautico Hacoaj fue un torneo de tenis perteneció al ATP Challenger Tour 2025 en la categoría Challenger 50. Se trató de la 5.ª edición, el torneo tuvo lugar en la ciudad de Tigre (Argentina), desde el 13 hasta el 19 de enero de 2025 sobre pista de tierra batida al aire libre.

## Jugadores participantes del cuadro de individuales
| Preclasificado | País                      | Jugador                 | Rank1 | Posición en el torneo |
| 1              | Bandera de Argentina      | Román Andrés Burruchaga | 152   | Segunda ronda         |
| 2              | Bandera de Bolivia        | Murkel Dellien          | 186   | Cuartos de final      |
| 3              | Bandera de Argentina      | Andrea Collarini        | 206   | Primera ronda, retiro |
| 4              | Bandera de Perú           | Juan Pablo Varillas     | 212   | CAMPEÓN               |
| 5              | Bandera de Estados Unidos | Emilio Nava             | 213   | Cuartos de final      |
| 6              | Bandera de Argentina      | Facundo Mena            | 221   | Primera ronda         |
| 7              | Bandera de Paraguay       | Daniel Vallejo          | 233   | Final                 |
| 8              | Bandera de Perú           | Gonzalo Bueno           | 240   | Semifinales           |

- 1 Se ha tomado en cuenta el ranking del 6 de enero de 2024.

### Otros participantes
Los siguientes jugadores recibieron una invitación (wild card), por lo tanto ingresan directamente al cuadro principal (WC):
- Ezequiel Monferrer
- Lautaro Midón
- Máximo Zeitune

Los siguientes jugadores ingresan al cuadro principal tras disputar el cuadro clasificatorio (Q):
- Luciano Emanuel Ambrogi
- Marco Cecchinato
- Maxime Chazal
- Mariano Kestelboim
- João Lucas Reis da Silva
- Gonzalo Villanueva

## Campeones

### Individual Masculino
- Juan Pablo Varillas derrotó en la final a  Daniel Vallejo por 6–4, 6–4.

### Dobles Masculino
- Mariano Kestelboim /  Gonzalo Villanueva derrotaron en la final a  Luís Britto /  Franco Roncadelli por 6–2, 7–5.